# 梅花桥
梅花桥，位于中国广东省韶关市曲江区大塘镇梅花管理区，为韶关市曲江区文物保护单位，类型为古建筑，公布时间为1993年6月21日。
梅花桥的历史年代为清代。